# Colombé-le-Sec
Colombe-le-Sec  ist eine französische Gemeinde mit 155 Einwohnern (Stand: 1. Januar 2022) im Département Aube in der Region Grand Est. Sie gehört zum Arrondissement Bar-sur-Aube und zum Kanton Bar-sur-Aube. 
Im Nordwesten durchquert der Bach Bresse die Gemeinde.
Sie ist umgeben von folgenden Nachbargemeinden:
| Arrentières | Colombé-la-Fosse                            | Saulcy             |
|             | Kompassrose, die auf Nachbargemeinden zeigt |                    |
| Voigny      |                                             | Rouvres-les-Vignes |

## Bevölkerungsentwicklung
| Jahr                       | 1962 | 1968 | 1975 | 1982 | 1990 | 1999 | 2008 | 2017 |
| -------------------------- | ---- | ---- | ---- | ---- | ---- | ---- | ---- | ---- |
| Einwohner                  | 186  | 172  | 149  | 159  | 161  | 148  | 137  | 149  |
| Quellen: Cassini und INSEE |      |      |      |      |      |      |      |      |

## Sehenswürdigkeiten
- Kirche Saint-Martin, Monument historique seit 1926